# Харсоим (приток Вогулки)
Харсоим (устар. Хар-Соим) — река в России, протекает по Ханты-Мансийскому АО. Устье реки находится в 201 км по правому берегу реки Вогулка. Длина реки составляет 27 км.

## Данные водного реестра
По данным государственного водного реестра России относится к Нижнеобскому бассейновому округу, водохозяйственный участок реки — Северная Сосьва, речной подбассейн реки — Северная Сосьва. Речной бассейн реки — (Нижняя) Обь от впадения Иртыша.
Код объекта в государственном водном реестре — 15020200112115300029128.